# Чемерицький В'ячеслав Антонович
В'ячеслав Антонович Чемерицький (біл. Вячаслаў Антонавіч Чамярыцкі*22 липня 1936, с. Рябки Дятловського р-ну Гродненської обл., Білорусь) — білоруський філолог, кандидат філологічних наук.

## Біографія та наукова діяльність
«Кожний народ, досягнувши певного рівня свого культурно-історичного розвитку, громадської та етнічної самосвідомості, починає усвідомлювати велику важливість своєї історії, знання якої необхідно зберегти та передати наступним поколінням»
Саме такі слова В. А. Чемерицький виклав на сторінках першої академічної «Історії білоруської літератури», яка вийшла друком у 1968 році. Все життя цього видатного літературознавця, критика, кандидата філологічних наук можна пов'язати із цими рядками, його життєвий та творчий шлях — справжній приклад любові до своєї Батьківщини, рідної мови, літератури, історії свого народу.

### Дитинство та юнацькі роки
Народився В'ячелав Антонович Чемерицький 22 липня 1936 року в с.Рябки (сьогодні Дятловського району Гродненська область).Коли йому виповнився один рік сім'я переїхала до Новогрудка, міста, де кожен камінь на Замковій горі просочений живою історією, де старі будинки та площі пам'ятають постать Адама Міцкевича, сприяючи вихованню патріотичних почуттів, цікавості до власної історії та культури.
Дитинство В'ячеслава Антоновича проходило не надто весело та безтурботно. Походив він із бідної селянської сім'ї. По переїзду до Новогрудка сім'я жила не надто багато, не вистачало грошей навіть на одяг власним дітям. У пам'яті дослідника закарбувався той момент, коли восени 1939 року офіцер-червоноармієць, який квартирував у його батьків, подарував йому «будёновку» із червоною зіркою, яка стала його єдиним головним убором протягом майже усіх дитячих років
На своєму життєвому шляху довелося пережити йому і страшні роки німецької окупації. Тоді життя у місті для переселенців було важким і мати із двома дітьми вимушена була повернутися до родичів у село. Лихо війни забрало у нього батька, який загинув на фронті у 1944-му.
Матеріальна скрута, зубожіння населення — ось страшні реалії його дитинства, сплюндрованого війною. Повоєнні роки також не пестили тодішню дитину. Були моменти, коли днями нічого було їсти, напалити піч, скоріше це було не життя, а виживання
В цей час доля підготувала йому неабиякий подарунок. У новогрудівській гімназії № 1,в якій він навчався, мову та літературу викладав відомий прозаїк, критик та краєзнавець Степан Хусейнович Александрович, майбутній професор та заслужений діяч культури. Саме він сприяв особливій цікавості Чемерицького до філологічних наук, вивченню надбань білоруської літератури, написанню власних віршованих рядків, що визначило його подальший життєвий шлях…
На початку 50-х ХХ ст. юнак починає писати власні вірші, незабаром вони з'являються на сторінках газети «Нове життя». Новогрудівський цикл його життя підходив до завершення. Попереду доля готувала нові випробування, які він зустрів у столиці БРСР — Мінську, куди переїхав у 1953 році.
Найбільше місто Білорусі зустріло романтичного юнака не зовсім приязно. Не маючи за спиною «ні гроша» йому доводилося ночувати на вокзалі, де його у першу ж ніч обікрали негостинні бандити Мінська. Серед вкраденого був і шкільний атестат, який мав відкрити дорогу для вступу до Білоруського державного університету.На щастя атестат вдалося відновити та вчасно подати документи на білоруське відділення філологічного факультету, яке відкривало перед амбіціним студентом нові перспективи.
Все ж, життя любить витривалих та терплячих людей, в чому можна переконатися на прикладі біографії В'ячеслава Антоновича. Тут у Мінську він займався різносторонньою літературною діяльність, продовжував писати вірші, розпочав перші кроки у літературознавчій справі.
Навчаючись в університеті, він знайомиться із своєю майбутньою дружиною — Марією Всеволодівною. Незабаром у них народжується донька Вероніка та син Максим.
Із 1958 року Чемерицький починає випускати у друк рецензії, літературно-критичні та науково-популярні статті, але справжнім його захопленням стає старожитне письмо, або ж «молода література», як полюбляє казати він сам. В ці роки закладається головний принцип критичного аналізу Чемерицького: розгляд об'єкту дослідження з такої точки зору, яка виключає суб'єктивізм самого дослідника.
Працювати після БДУ доводилося і наставником Слобідської семирічки Вілейського району, і редактором обласної газети «Червоний стяг», і інспектором відділу народної освіти Маладзечанського району

### Початок наукової діяльності. Робота в Інституті літератури імені Янка Купала АН БРСР
Інтерес до літературної спадщини Білорусі превалював над іншими заняттями і вже із 1962 року він розпочинає об'ємний шлях літературознавця, критика та дослідника, вступаючи на аспірантуру при Інституті літератури імені Янка Купала АН БРСР.Прибувши до столиці республіки, молодий науковець розпочинає подорож у славетне літературне минуле своє Батьківщини. І, хоча в той час при Інституті літератури працювало багато відомих науковців (доктор філологічних наук Ю.Пширков, кандидат філологічних наук А.Коршунов та інші), забезпечити кваліфіковане наукове керівництво аспірантами-старожитниками інститут у повній мірі не міг. Це було пов'язано із рядом причин, зокрема із самою важкістю вивчення літератури ХІ-XVIII ст.,яка була написана не тільки старобілоруською, а й церковнослов'янською, латинською та старопольською мовами. Окрім того більшість рукописів, що дійшли до нашого часу знаходилося за межами Білорусі. Тому молодих аспіратнів В.Чемерицького та М.Прашковича було відправлено в Ленінград (сьогодні Санкт-Петербург), у знаменитий Інститут російської літератури(«Пушкинский дом»), де його науковим керівником було призначено академіка І.Яроміна — одного із перших дослідників і видавців творцості Кирила Турського, видатного текстолога і знавця білоруської старожитної писемності.
Після смерті І.Яроміна керування було передано професору Я.Лур'є — спеціалісту із літописання, щільно пов'язаного із традиціями та культурою старої петербурзької інтелегенції.
Робота під керівництвом відомих науковців, постійні контакти із Д.Ліхочовим, А.Твороговим та іншими відомими медієвістами того періоду посприяли формуванню наукової думки Чемерицького, засвоєнню методів аналізу та критичного дослідження тексту.
У 1965 році йому доручають написання ряду розділів у першій академічній «Історії білоруської літератури». Складність у написанні даної праці для молодого дослідника була доволі великою, адже тут в першу чергу потрібно було зважати на аналіз джерел, обґрунтування наукових гіпотез та тенденцій, що вимагало від нього неабиякої ретельності та займало дуже багато часу.
Це перше серйозне наукове доручення задало подальший напрямок розвитку наукової біографії дослідника: він виступав співавтором у багатьох колективних збірниках, історій, словників та енциклопедій, перекладачем та коментатором цих текстів тощо.
Тим не менш у 1969 р. виходить його авторська монографія «Білоруські літописи як пам'ятки літератури», яка і досі вважається взірцем історико-текстологічного дослідження складної і вельми заплутаної історії виникнення маловідомих тодішній науковій спільноті білорусько-литовських літописних зводів.
У 1977 році була створена однотомна «История белорусской дооктябрьской литературы». На її основі і досі вивчають історію білоруської літератури студенти гуманітарних спеціальностей. Чемерицький входив до колективу авторів, однак усіх, окрім нього було відзначено Державною премією БРСР імені Якуба Коласа.
Річ у тім, що сімдесяті роки були складним періодом для білоруських(так як і для українських) науковців, адже розпочалися пошуки дисидентів, з інституту було звільнено Миколу Пряшковича, найближчого поплічника Чемерицького. В'ячеслав Антонович теж потрапив під підозру, його звинувачували в поклонінні перед Європою. У цьому мареві вони бачили контури натівських гармат, які ніби оспівує Чемерицький, яка ж тут премія…
Ця подія звичайно негативно вплинула на психологічний стан дослідника, однак він продовжує наукову діяльність. У співпраці з М.Улащиком підготовлює оновленне видання літопису(32-том «Повної збірки руських літописів»), розпочинає дослідження місцевого літописання Білорусі XVII—XVIII ст, вводить у науковий обіг «Могилівську хроніку» та здійснює її першу наукову публікацію. У співавторстві із Г.Галенчаком та В.Шматовим написав популярний нарис про Франціска Скарину, що був виданий ЮНЕСКО у Парижі французькою(1979) та англійською(1980), згодом В.Чемерицькому було доручено написання одного із фундаментальних розділів про давнє білоруське письмо у «Історії світової літератури», яка почала готуватися Інститутом світової літератури ім. М.Горького у Москві.
Звільнитися від нападів владних органів і утриматися на роботі в Академії наук вдалося завдяки блискучому поясненню своєї «західницької» позиції. Відбувся збройовий конфлікт між СРСР і Китаєм за острів Даманський, і звинувачені в "прозахідної орієнтації"білоруські вчені почали на цьому при кладе пояснює, що далеко не завжди зі Сходу приходила до нас одне тільки хороше і світле.
До прикладу, монголо-татари прийшли зі Сходу, а на Заході з'явився марксизм, Інтернаціонал і т. ін.
За сьогоднішніми мірками таке пояснення видається абсолютно абсурдним, однак саме воно посприяло збереженню наукової кар'єри Чемерицького.
Можна припустити, що його могли врятувати вагомі наукові здобутки, однак, коли це зупиняло радянську «машину правосуддя», тим більше, що «компетентні органи» звинувачували вченого у пропоганді буржуазного способу життя через його популяризацію спадщини Ф.Скорини(якого, вивчали у XIV ст. в Італії, а Італія, мовляв, капіталістична натівська країна)
У 1981 р. після смерті Ю.Пширкова, керівником відділу історії білоруської дожовтневої літератури Інституту літератури імені Янка Купала АН БРСР було призначено відомого літературознавця, історика, письменника А.Мальдзіса, який сприяв позбавленню ідеологічного тиску на своїх працівників, а також зумів зорганізувати та налагодити наукову діяльність інституту та поширити обсяги дослідження.
А.Коршунов,Г.Кісельов,В.Дарашкевич,У.Мархель,У.Казбярук,І.Чигрин,У.Короткий,В.Чемерицький склали злагоджений та працездатний колектив, що дозволило визначити слабовивчені аспекти білоруської писемної спадщини, відкрити її невідомі сторінки.
У 1983 р. В'ячеслав Антонович був прийнятий у Союз письменників, а у 1985-му разом із А.Коршуновим став одним із основних авторів підручника для ВНЗ «Білоруська література. Стародавній період», який було перевидано чотири рази, а у 1990 р. було нагороджено медаллю Франциска Скорини.
Цьому великому білоруському просвітнику-гуманісту, першодрукарю була присвячена його робота «Скорина і білоруська культура», за яку він у 1994 р. був нагороджений Державною премією Білорусі.

### На чолі відділу давньої та нової літератури Інституту літератури імені Янка Купала АН Білорусі
У 1991 р. В.Чемерицького було призначено керівником відділу старожитної та нової літератури. Він бере участь у міжнародних конференціях, зокрема у Венеції, на урочистостях в Падуанському університеті, присвячених пам'яті Ф.Скарини. Бере участь у підготовці енциклопедичного довідника «Франциск Скарина і його час», «Енциклопедія історії Білорусі» як науковий консультунт та автор деяких розділів. Займається науковим редагуванням та рецензуванням багатьох праць. Очолює авторський колектив при написанні нової «Історії білоруської літератури ХІ-ХІХ ст», що стала узагальненням досягнень білоруського літературознавства за 70-90-ті рр.
Справжньою подією у культурному житті країни стало видання «Антології давньої білоруської літератури» (2003 р.), підготовленої під науковим керівництвом В.Чемерицького співробітниками відділу, до праці було долучено працівників ВНЗ, інших наукових установ. В. А. Чемерицький особисто провів колосальну роботу по збору та аналізу давніх текстів.
Ці праці активно використовують студентами ВНЗ Білорусі при роботі із давніми літературними джерелами. Вони є, практично, чи не єдиними у своєму роді, що містять оригінальні тексти більшості пам'яток білоруської літератури. Таким чином, вклад Чемерицького у розвиток білоруського літературознавства дуже значний та великий, його науковий доробок — безцінний.
Сьогодні науковець продовжує дослідницьку літературознавчу роботу. У його планах — праця над черговим томом письмової спадщини Білорусі, підготовка ґрунтовної праці по скоринознавству…

## Дослідження білорусько-литовського літописання

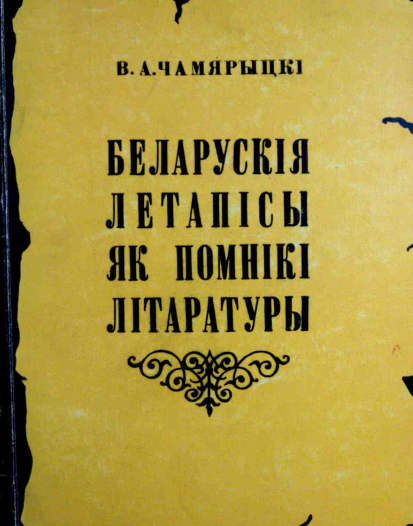
Обкладинка книги «Беларускія летапісы як помнікі літаратуры»

Чималий внесок було зроблено Чемерицьким у вивчення білорусько-литовського літописання. Його науковий погляд на вивчення цієї теми є доволі логічним, аргументованим, підкріпленим великою кількістю фактів. Манера опису Чемерицького надзвичайно прийнятна та зрозуміла, орієнтована на чітке та детальне пояснення тієї, чи іншої наукової проблеми.
У своїй монографії "Беларускія летапісы як помнікі літаратуры"(1969) він проводить детальний аналіз усіх наявних літописних текстів. Дослідника насамперед цікавить питання групування літописів, з'ясування часу, місця, обставин, укладання не так окремих літописів, як цілих редакцій і зводів, а також кола їхніх джерел; розгляд літописів і їхніх частин як пам'яток літератури. Він складає власну систему групування літописів, робить детальний текстологічно-лексичний аналіз, пов'язуючи це із історичним розвитком Великого князівства Литовського.
Монографія була видана 1969 року у Мінську при Інституті літературознавства імені Янка Купала АН БРСР, друк здійснено видавництвом «Наука і техніка»

### Групування літописів
Дослідник поділяє літописи на чотири групи, виділяє дві редакції першого зводу і три редакції другого зводу.
До першої групи входять наступні літописи — Віленський, Дубровського, ЦДАСА № 20/25, Погодінський і БАН № 34.4.32, що не відповідають жодному зводу.
Інші три групи відповідають трьом зводам.
Перший звід:
1) Супрасльський;
2) Никифорівський;
3) Академічний;
4) Слуцький.
Другий:
1) Євреїновський;
2) Патріарший А;
3) Ольшевський;
4) Рум'янцевський;
5) Красинського;
6) Рачинського;
7) Тихонравова;
8) Патріарший Б.
Третій: Хроніка Биховця.
Редакції першого зводу: стара (всі, крім Слуцького) й нова (Слуцький).
Редакції другого зводу.
Коротка:
1) Красинського;
2) Патріарший А.
Поширена:
1) Патріарший Б;
2) Ольшевський;
3) Археологічного товариства;
4) Румянцевський;
5) Тихонравова.
Повна:
1) Рачинського;
2) Євреїновський.
Списки Архангельський і ЦДАСА 365/815 дослідник не зміг віднести до жодної з груп.
Літопис Авраамки, на думку Чемерицького, не є білоруським літописом, адже в його основі лежить виконана у Пскові компіляція новгородських джерел.

### Гіпотези, щодо того, коли були складені зводи та списки
Перший звід — 1446 рік.
Коротка редакція другого зводу — 20-і рр. XVI ст.
Поширена редакція другого зводу — 40-і pp. XVI ст.
Повна редакція другого зводу — перша половина 50-х рр. XVI ст.
Третій звід — друга половина 50-х рр. XVI ст.